# Ida Vos

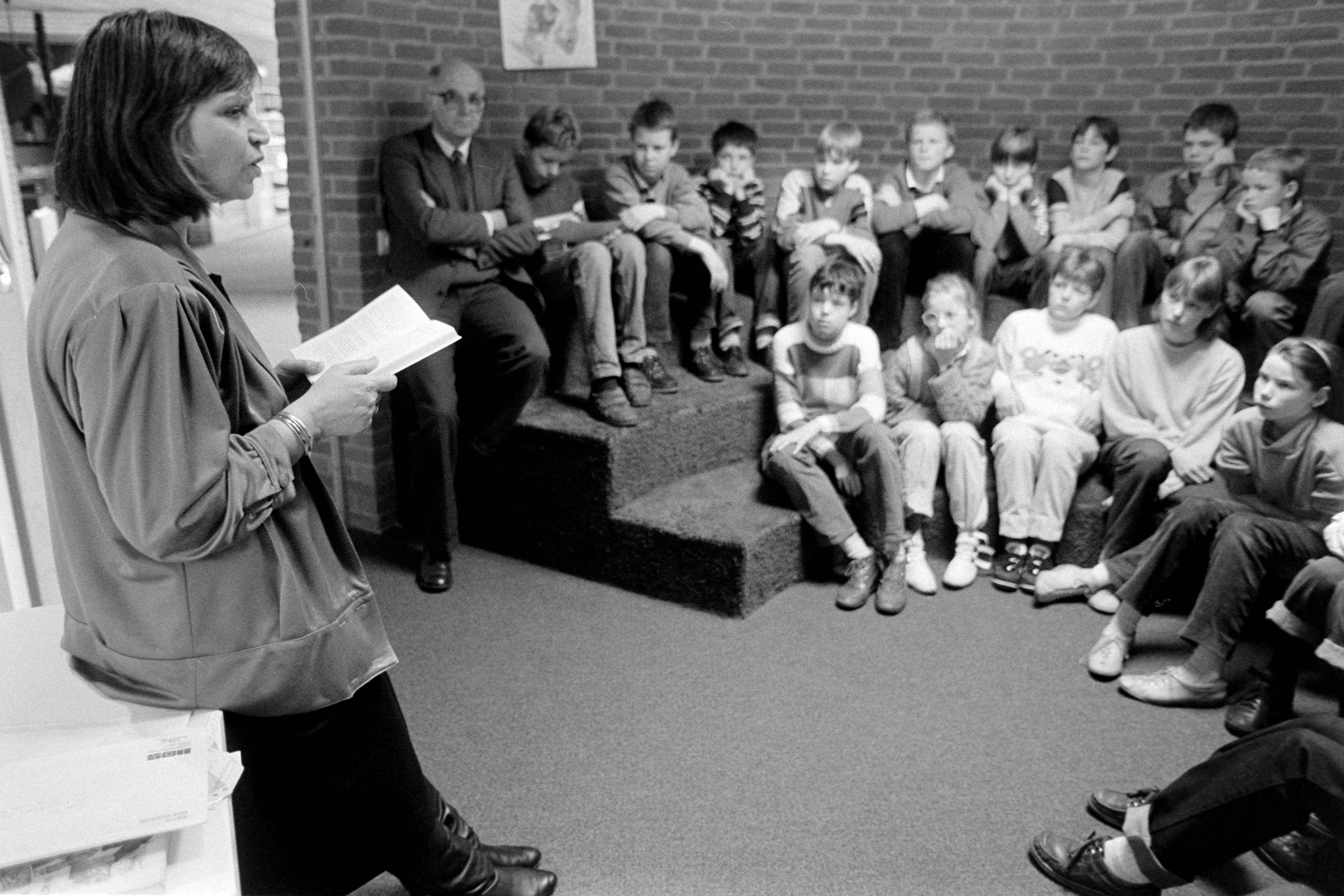

Ida Vos (* 13. Dezember 1931 in Groningen; † 3. April 2006 in Amstelveen) war eine niederländische Schriftstellerin. Sie schrieb sowohl für Kinder als auch für Erwachsene.
In ihren Büchern verarbeitet sie vor allem ihre Erfahrungen aus der Zeit des Zweiten Weltkriegs. Als Jüdin konnte sie der Verfolgung nur entgehen, indem sie ab 1943 untertauchte und von ihren Eltern getrennt lebte.
Ihr bekanntestes Buch ist der Roman Wer nicht weg ist, wird gesehn.

## Werke
- Wer nicht weg ist, wird gesehn. Carlsen 2003, ISBN 3-551-37277-2.
- Tanzen auf der Brücke von Avignon. Aarau 1992, ISBN 3-7941-3548-2.
- Pausenspiel. Aarau 2000, ISBN 3-7941-4700-6.
- Anna gibt es noch. 1986, ISBN 3-596-80248-2.
- Der lachende Engel. Fischer 2006, ISBN 3-596-80556-2.
- Weiße Schwäne, schwarze Schwäne. Aarau 1997, ISBN 3-7941-4149-0.